# San Nicolás de los Garza
San Nicolás de los Garza és un municipi de l'estat de Nuevo León. San Nicolás de los Garza és el cap de municipi i principal centre de població d'aquesta municipalitat. Aquest municipi és a la part nord de l'estat de Nuevo León. Limita al nord amb General Escobedo, al sud amb Guadalupe, a l'oest amb Monterrey i a l'est amb Apodaca.